# ブルバレン
ブルバレン (bullvalene) は、架橋炭素環系化合物のひとつで、コープ転位に基づく興味深い振る舞いにより知られる化合物である。化学式は C10H10、IUPAC命名法ではトリシクロ [3.3.2.02,8] デカ - 3,6,9 - トリエン、CAS登録番号は [1005-51-2] である。
ブルバレンは、シクロプロパンに 3個のエチレン鎖が付いたかご状の構造を持つ立体分子である。
1963年にウィリアム・デーリングが存在を予想し、翌年 Schroeder が合成に成功した。そして、デーリングのあだ名 "The Bull" にちなみデーリング自身により命名された。
ブルバレンには 6 炭素鎖の両端に二重結合を 2 つ含んだ部分が 3 つもあり、これらのうちの 1 つでコープ転位が起こると、元の分子をほぼ反転させた分子ができるが、それもブルバレン分子である。3 ヶ所の二重結合のうち、どの 2 つの組み合わせでもコープ転位が起こる。また、温度が上がると転位の起きる頻度が高くなる。その結果、高温では、出発物と生成物は平衡状態の中で区別できなくなり、ブルバレンに含まれるすべての炭素および水素は、それぞれ等価となる。実際、NMR で測定すると、低温では 4 種類の水素原子のピークが観測されるが、温度を上げていくとこれらが次第に溶け合い、120 ℃ では 1 本のピークだけになる。
なお、ブルバレンより二重結合が一つ少ないセミブルバレン（semibullvalene、calfenとも）も、同様にコープ転位による構造転換を起こす。